# نحلة طنانة نصف سوداء
نحلة طنانة نصف طنانة (الاسم العلمي: Bombus vagans)، نوع من النحل الطنان. هي نحلة صغيرة القد لها توزيع واسع في أمريكا الشمالية، ويمتد مداها من أونتاريو إلى نوفا سكوتيا وجنوبًا إلى جورجيا.